# Debby Willemsz
Debby Willemsz (ur. 10 maja 1994) – holenderska piłkarka wodna, reprezentantka kraju, olimpijka z Tokio 2020, wicemistrzyni świata i mistrzyni Europy. Gra na pozycji bramkarza.

## Kariera reprezentacyjna
Od 2015 gra w seniorskiej reprezentacji Holandii, dwukrotnie otrzymując powołania na mistrzostwa świata (w 2015 i w 2017) i Europy (w 2018 i w 2020). Znalazła się w kadrze na igrzyska olimpijskie w Tokio w 2021.